# Salvatore Sacchi
Salvatore Sacchi (Cerignola, 1572 – 1622) è stato un compositore italiano.
Fu compositore e organista attivo a Roma, presso la Scuola romana e Tuscanica (1607); autore di numerose messe, mottetti e Magnificat.